# Saint-Maurice-l’Exil
Saint-Maurice-l’Exil – miejscowość i gmina we Francji, w regionie Owernia-Rodan-Alpy, w departamencie Isère.
Według danych na rok 1990 gminę zamieszkiwało 5218 osób, a gęstość zaludnienia wynosiła 407 osób/km² (wśród 2880 gmin regionu Rodan-Alpy Saint-Maurice-l’Exil plasuje się na 164. miejscu pod względem liczby ludności, natomiast pod względem powierzchni na miejscu 917.).